# Wikariat apostolski Puerto Carreño
Wikariat apostolski Puerto Carreño – (łac. Apostolicus Vicariatus Portus Carreniensis, hisz. Vicariatos Apostólico de Puerto Carreño) – rzymskokatolicki wikariat apostolski ze stolicą w Puerto Carreño, w Kolumbii. Jest sufraganią archidiecezji Villavicencio.
W 2010 na terenie wikariatu apostolskiego pracowało 7 zakonników i 3 siostry zakonne.

## Historia
22 grudnia 1999 papież Jan Paweł II bullą Spiritali fidelium erygował wikariat apostolski Puerto Carreño. Dotychczas wierni z tych terenów należeli do zlikwidowanej tego dnia prefektury apostolskiej Vichada.

Mapa wikariatu

## Wikariusze apostolscy Puerto Carreño
- Álvaro Efrén Rincón Rojas CSsR (1999 - 2010)
- Francisco Antonio Ceballos Escobar CSsR (2010 - 2020)
- Álvaro Mon Pérez CSsR (od 2023)